# Wayne Hillman
Wayne James Hillman (* 13. November 1938 in Kirkland Lake, Ontario; † 24. November 1990 in Cleveland, Ohio, USA) war ein kanadischer Eishockeyspieler, der im Verlauf seiner aktiven Karriere zwischen 1955 und 1975 unter anderem 719 Spiele für die Chicago Black Hawks, New York Rangers, Minnesota North Stars und Philadelphia Flyers in der National Hockey League sowie 136 weitere für die Cleveland Crusaders in der World Hockey Association auf der Position des Verteidigers bestritten hat. Seinen größten Karriereerfolg feierte Hillman in Diensten der Chicago Black Hawks, mit denen er im Jahr 1961 den Stanley Cup gewann.

## Karriere

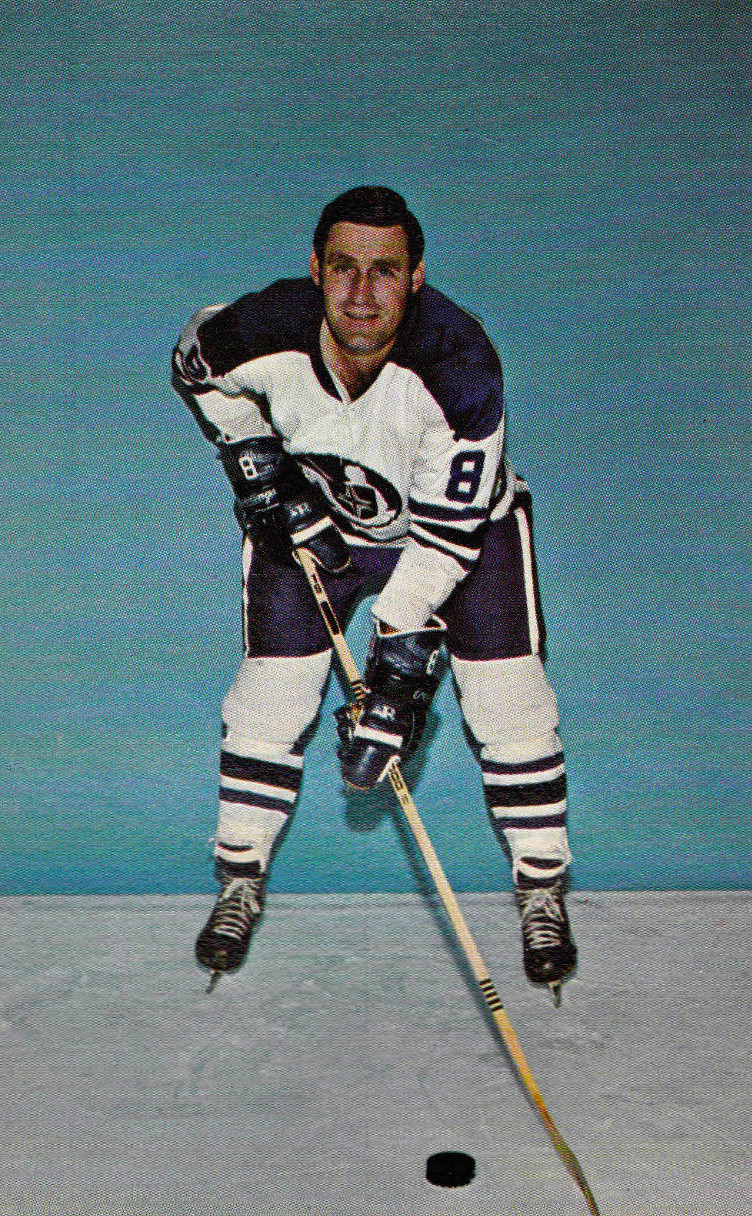
Hillman im Trikot der Cleveland Crusaders

Hillman verbrachte seine Juniorenzeit zwischen 1955 und 1959 bei den St. Catharines Teepees in der Ontario Hockey Association. Dort entwickelte sich der Verteidiger im Verlauf der vier Spielzeiten zu einem vielseitigen Spieler, der sowohl in der Defensive als auch Offensive zu überzeugen wusste. Insgesamt kam er binnen der vier Jahre zu 228 Einsätzen, in denen ihm 115 Scorerpunkte gelangen – alleine 83 davon in seinen letzten beiden Jahren. Am Ende der Saison 1957/58 wurde er zudem ins First All-Star Team der OHA gewählt.
Nachdem der Abwehrspieler bereits in den Spielzeiten 1956/57 und 1958/59 für die Buffalo Bisons in jeweils einem Spiel in der American Hockey League aufgelaufen war, stand er mit Beginn der Saison 1959/60 fest im Kader des Teams. Er verbrachte dort zwei komplette Spieljahre, ehe er im Verlauf der Stanley-Cup-Playoffs 1961 erstmals in den Kader des Kooperationspartners Chicago Black Hawks aus der National Hockey League berufen wurde und dort auch debütierte. Am Ende der Playoffs gewann der Kanadier mit den Black Hawks den Stanley Cup. Hillman kehrte aber trotz des Erfolgs für die folgende Saison zurück in die AHL. Er konnte sich nach sporadischen Einsätzen für Chicago in der NHL erst zur Saison 1962/63 im Stammaufgebot des Teams etablieren. Nach zwei vollständigen NHL-Spieljahren wurde der Defensivakteur kurz nach Beginn der Saison 1964/65 in die Central Professional Hockey League zu den St. Louis Braves abgeschoben. Wenig später wurde er im Februar 1965 in einem insgesamt sieben Spieler umfassenden Transfergeschäft an die New York Rangers abgegeben. Während die Rangers Camille Henry, Don Johns, Billy Taylor und Wally Chevrier an die Chicago Black Hawks abgaben, erhielten sie im Gegenzug – neben Hillman – auch Doug Robinson und John Brenneman.
Bei den Rangers war Hillman fortan wieder Stammspieler in der NHL und bestritt in der Folge seine beiden mit 20 und 14 Scorerpunkten erfolgreichsten Spieljahre dort. Insgesamt verblieb der Kanadier drei Jahre lang in New York und verließ den Klub erst im Juni 1968 via eines erneuten Transfers. Mit Danny Seguin und Joey Johnston gaben ihn die Rangers an die Minnesota North Stars ab, um sich dafür die Dienste von Dave Balon zu sichern. Bei den North Stars, wo er zu Saisonbeginn mit seinem Bruder Larry vereint war, verblieb der Verteidiger jedoch nur eine Saison. Im Mai 1969 wurde er im Tausch gegen John Miszuk zu den Philadelphia Flyers transferiert. Erneut kreuzten sich dort die Wege mit seinem Bruder Larry, mit dem er diesmal für insgesamt zwei Jahre demselben Team angehörte. Während Larry Hillman das Franchise im Juni 1971 wieder verlassen musste, verblieb Wayne Hillman noch weitere zwei Jahre dort.
Hillmans Zeit in Philadelphia kam schließlich nach der Saison 1972/73 zu einem Ende, als sein Vertrag ausgelaufen war und nicht verlängert wurde. Nachdem seine Transferrechte innerhalb der mit der NHL konkurrierenden World Hockey Association im Tausch für Joe Hardy von den Chicago Cougars zu den Cleveland Crusaders transferiert worden waren, schloss sich der Free Agent vor der Saison 1973/74 den Crusaders an. Dort verbrachte der Abwehrspieler die beiden letzten Jahre seiner Karriere, ehe er sich im Sommer 1975 im Alter von 36 Jahren aus dem aktiven Sport zurückzog.
Hillman verstarb im November 1990 wenige Tage nach seinem 52. Geburtstag an den Folgen einer Krebserkrankung in seiner Wahlheimat Cleveland im US-amerikanischen Bundesstaat Ohio.

## Erfolge und Auszeichnungen
- 1958 OHA First All-Star Team
- 1961 Stanley-Cup-Gewinn mit den Chicago Black Hawks

## Karrierestatistik
(Legende zur Spielerstatistik: Sp oder GP = absolvierte Spiele; T oder G = erzielte Tore; V oder A = erzielte Assists; Pkt oder Pts = erzielte Scorerpunkte; SM oder PIM = erhaltene Strafminuten; +/− = Plus/Minus-Bilanz; PP = erzielte Überzahltore; SH = erzielte Unterzahltore; GW = erzielte Siegtore; 1 Play-downs/Relegation; Kursiv: Statistik nicht vollständig)

## Familie
Hillmans ältere Brüder Floyd und Larry schafften ebenfalls den Sprung in den Profibereich. Während Floyd lediglich sechs Spiele für die Boston Bruins in der National Hockey League absolvierte, bestritt Larry über 1000 Partien in der National Hockey League und World Hockey Association. Darüber hinaus gewann er mit drei verschiedenen Mannschaften insgesamt sechsmal den Stanley Cup und gehört zudem zu den wenigen Spielern, die in ihrer Karriere auch die Avco World Trophy und den Calder Cup erringen konnten. Mit 18 Jahren wurde ihm am Ende der Stanley-Cup-Playoffs 1955 die Ehre zu teil, der jüngste, jemals auf dem Stanley Cup verewigte Spieler zu sein – ein bis heute (Stand: Ende der Saison 2017/18) gültiger Rekord. Zum Zeitpunkt des Titelgewinns war er 18 Jahre, zwei Monate und neun Tage alt. Nach seinem Karriereende war Larry Hillman als Trainer in der WHA tätig.
Mit Brian Savage schaffte zudem ein weiteres Familienmitglied den Sprung in die NHL. Der Neffe der drei Brüder bestritt zwischen 1993 und 2006 über 700 NHL-Spiele für vier verschiedene Teams und vertrat sein Heimatland Kanada bei den Olympischen Winterspielen 1994 im norwegischen Lillehammer, wo er die Silbermedaille errang.